# Aphanaulacris
Aphanaulacris is een geslacht van rechtvleugeligen uit de familie veldsprinkhanen (Acrididae). De wetenschappelijke naam van dit geslacht is voor het eerst geldig gepubliceerd in 1925 door Uvarov.

## Soorten
Het geslacht Aphanaulacris  is monotypisch en omvat slechts de volgende soort:
- Aphanaulacris perficita (Walker, 1870)